# エドゥアルト・マイヤー
エドゥアルト・マイヤー（Eduard Meyer, 1855年1月25日 - 1930年8月31日）は、ドイツの歴史学者・古代史家。

## 生涯
1855年、ハンブルクに生まれる。ボン大学とライプツィヒ大学で教育を受け、言語・文学から古代史研究へと進み、1875年にエジプトの神セトに関する卒業論文を書く。博士号を取得した後、イスタンブールに駐在するイギリス総領事の家庭教師として、オリエントに接する機会を持つ。ライプツィヒで私講師として古代史を教え、1884年に主著となる『古代史』(Geschichte des Altertums) の第1巻を著す。1885年からはブレスラウ大学の正教授となり、1889年からはハレ大学、そして1902年からはベルリン大学で正教授に就任し、枢密顧問 (Geheimer Regierungsrat) の肩書きを得て、1919年には総長に任命された。1900年にはハーバード大学で講義をし、オックスフォード大学、セント・アンドルーズ大学、フライブルク大学、およびシカゴ大学から名誉学位を与えられる。1923年にベルリン大学を退職し、1930年8月31日、『古代史』第2巻第2部の改訂中に心臓病で倒れ、死去した。
ヘブライ語、エジプト語、アッシリア語、サンスクリット語にまで通じ、彼の死は、ウィルヘルム・フォン・ボーデ、アドルフ・フォン・ハルナックに続き、ドイツ学会の損失として驚きをもって受け止められている。

## 史観
- マイヤーはギリシアを地中海の古代文明と関連づけることによって、その真の性格を明らかにしうると考えた。ミケーネの芸術はオリエント的だが、その文化の根本はギリシア的であり、ヨーロッパ史の起源といえる。中期ギリシアの最も重要な業績は、地中海に植民したこととフェニキア人を駆逐したことであった。マイヤーはギリシア史におけるソロンとテミストクレスの貢献を強調し、クレイステネスとペリクレス以上の評価を与えた。
- ギリシアの歴史家ではヘロドトスとトゥキュディデスを比較し、前者がアテナイによるギリシア支配を擁護していると批判し、後者の歴史叙述の公平さを讃えた。

## 人物
- マティアス・ゲルツァーの追悼文によれば、彼の『古代史』は発掘によって得られた古代エジプト、メソポタミアの史料を歴史家として初めて活用し、数千年の歴史を再現したものであり、更にその後の発掘調査を受けて、1，2巻を書き直しているという[2]。大胆な発想をためらいなく発表しつつも、先入観に囚われない注意深さを兼ね備えた真の歴史家であり、その形式はアーノルト・ヘルマン・ルートヴィヒ・ヘーレン（英語版）の影響を受けているという[3]。
- 真っ直ぐに真実と向き合い、無欲に研究に打ち込み、長身でいつまでも若々しく、朗らかで、優しく気高い人物であったと追悼している[4]。
- 1987年11月、バート・ホムブルク・フォア・デア・ヘーエで行われたシンポジウムで、東西ベルリンに残されていた彼の遺稿をまとめ、再評価が行われた。彼の後継者はいなかったという[5]。

## 著作
- Forschungen zur alten Geschichte (1892 - 1899)
- Untersuchungen zur Geschichte der Gracchen (1894)
- Wirtschaftliche Entwicklung des Altertums (1895)
- 「ユダヤ教の発生」Die Entstehung des Judentums (1896)
- 『歴史の理論及方法』Zur Theorie und Methodik der Geschichte (1902)
- 「エジプトの年代」Ägyptische Chronologie (1904)
- Die Israeliten und ihre Nachbarstämme (1906)：B. Lutherとの共著
- Theopoms Hellenika (1909)
- Der Papyrosfund in Elephantine (1912)
- 『古代史』Geschichte des Altertums（1884 - 1902; 第3版は1913年）
- 「ヒッタイトの国土と文化」Reich und Kultur der Hethiter (1914)
- 『英国罪悪史』England - Seine staatliche und politische Entwicklung und der Krieg gegen Deutschland (1915)
- Weltgeschichte und Weltkrieg (1916)
- Cäsars Monarchie und die Principat Pompeius (1918)
- 「キリスト教の起源と端緒」Ursprung und Anfänge des Christentums (1920 - 1923)
- 「小論集 全2巻」Kleine Schriften (1910，1924)
- Blüte und Niedergang des Hellenismus in Asien (1925)